# رود سملیکی
رود سملیکی رودی در قاره آفریقا است از کشورهای جمهوری دموکراتیک کنگو و اوگاندا می‌گذرد.
این رود که از دریاچه ادوارد سرچمشه میگیرد پس از ۱۴۰ کیلوکتر به دریاچه آلبرت میریزد.